# Melese aprepia
Melese aprepia är en fjärilsart som beskrevs av Paul Dognin 1908. Melese aprepia ingår i släktet Melese och familjen björnspinnare. Inga underarter finns listade i Catalogue of Life.